# Пам'ятки історії Лиманського району
У Лиманському районі Донецької області на обліку перебуває 54 пам'ятки історії.
| № пп | Охорон. номер | Найменування пам'ятки | Місцезнаходження пам'ятки                                                     | Рік встановлення         | Автор                                                      | Рішення               |
| ---- | ------------- | --- | ----------------------------------------------------------------------------- | ------------------------ | ---------------------------------------------------------- | --------------------- |
| 1.   | 1853          | Пам'ятник воїнам-визволителям. | Лиманська м/р, м. Лиман, вул. Гвардійська.                                    | 1975 р.                  | Скульптор: Маковий В. С.                                   | 13.04.1977 р. № 239   |
| 2.   | 1792          | Будинок, у якому знаходився перший ревком. | Лиманська м/р, м. Лиман, вул. Привокзальна, 21а.                              | 1948 р. Будинок: 1910 р. | -                                                          | 17.12.1969 р. № 724   |
| 3.   | 1141          | Братська могила червоногвардійців і червоних партизанів.                                                                                        | Лиманська м/р, м. Лиман, вул. Привокзальна, 28.                               | 1933 р. рек. 1979 р.     | Скульптор: МаковийВ. С.                                    | 17.12.1969 р. № 724   |
| 4.   | 2075          | Пам'ятник захисникам і визволителям міста. | Лиманська м/р, м. Лиман, сквер ім. Л. Кизима.                                 | 1983 р.                  | Художник: Карягін М. І.                                    | 10.11.1984 р. № 663р  |
| 5.   | 1160          | Братська могила радянських воїнів Південно-Західного фронту.                                                                                    | Лиманська м/р, м. Лиман, вул. Короленка, 9.                                   | 1960 р.                  | -                                                          | 5.09.1973 р. № 475    |
| 6.   | 1161          | Братська могила радянських воїнів Південно-Західного фронту.                                                                                    | Лиманська м/р, м. Лиман, вул. Нахімова, 23.                                   | 1960 р.                  | -                                                          | 17.12.1969 р. № 724   |
| 7.   | 1158          | Братська могила радянських воїнів Південно-Західного фронту.                                                                                    | Лиманська м/р, м. Лиман, вул. Раздол, 8.                                      | 1958 р.                  | -                                                          | 17.12.1969 р. № 724   |
| 8.   | 1150          | Братська могила підпільників і радянських воїнів.                                                                                               | Лиманська м/р, м. Лиман, пл. Слави.                                           | 1979 р.                  | Скульптор: Єгоров Є                                        | 5.09.1973 р. № 475    |
| 9.   | 2980          | Пам'ятник Кізіму Леоніду Денисовичу, льотчику-космонавту, двічі Герою Радянського Союзу.                                                        | Лиманська м/р, м. Лиман, вул. Незалежності.                                   | 1987 р.                  | Скульптор: Полонік В. П. Архітектор: Лукін А. Л.           | 8.04.1992 р. № 92     |
| 10.  | 1158          | Братська могила радянських воїнів Південного і Південно-Західного фронтів.                                                                      | Лиманська м/р, с. Щурове, будинок відпочинку «Щуровський».                    | 1958 р.                  | -                                                          | 17.12.1969 р. № 724   |
| 11.  | 1149          | Братська могила радянських воїнів Південно-Західного фронту і партизанів.                                                                       | Дробишевська сел./р, смт Дробишеве, вул. Державна, 42.                        | 1956 р.                  | -                                                          | 17.12.1969 р. № 724   |
| 12.  | 1138          | Братська могила червоногвардійців. | Дробишевська сел./р, смт Дробишеве, вул. Державна, 42.                        | 1935 р. рек. 1944 р.     | -                                                          | 17.12.1969 р. № 724   |
| 13.  | 2961          | Могила Морозова В. В, воїна-афганця. | Дробишевська сел./р, смт Дробишеве, цвинтар.                                  | 1984 р.                  | -                                                          | 14.07.1993 р. № 419   |
| 14.  | 2960          | Могила Полухіна О. В, воїна-афганця. | Дробишевська сел./р, смт Дробишеве, цвинтар.                                  | 1986 р.                  | -                                                          | 14.07.1993 р. № 419   |
| 15.  | 2189          | Братська могила радянських воїнів. | Дробишевська сел./р с. Лісне, біля правління лісництва.                       | 1950 р. рек. 1985 р.     | -                                                          | 22.07.1987 р. № 338-р |
| 16.  | 1139          | Братська могила червоногвардійців і радянських воїнів Південного та Південно-Західного фронтів.                                                 | Лиманська м./гр смт Зарічне, вул. Центральна, сквер біля сільради.            | 1959 р. рек. 1986 р.     | -                                                          | 17.12.1969 р. № 724   |
| 17.  | 1140          | Братська могила партизанів громадянської війни і радянських воїнів.                                                                             | Лиманська м./гр с. Торське, вул. Центральна, біля церкви.                     | 1954 р.                  | -                                                          | 17.12.1969 р. № 724   |
| 18.  | 1143          | Братська могила партизанів громадянської війни.                                                                                                 | Новоселівська сел./р смт Новоселівка, сквер.                                  | 1935 р. рек. 1944 р.     | -                                                          | 17.12.1969 р. № 724   |
| 19.  | 1166          | Братська могила радянських воїнів Південного і Південно-Західного фронтів.                                                                      | Новоселівська сел./р смт Новоселівка, сквер біля селищної Ради.               | 1957 р. рек. 1988 р.     | -                                                          | 17.12.1969 р. № 724   |
| 20.  | 1146          | Могила Корабльова Г , піонера, вбитого релігійними фанатиками.                                                                                  | Ямпільська сел./р смт Ямпіль, вул. Кірова, 12.                                | 1947 р.                  | -                                                          | 5.09.1973 р. № 475    |
| 21.  | 1178          | Братська могила радянських воїнів Південного і Південно-Західного фронтів.                                                                      | Ямпільська сел./р смт Ямпіль, провулок Леваневського, 13, біля селищної Ради. | 1973 р.                  | Скульптор: Ракитянський К. Є. Архітектор: Вігдергауз П. І. | 12.02.1975 р. № 84    |
| 22.  | 1179          | 1.Братська могила радянських воїнів Південного фронту і пам'ятник воїнам-односельчанам. 2.Могила Рясного М. В. — партизана громадянської війни. | Ямпільська сел./р, с. Закітне, вул. Гірська.                                  | 1967 р. рек. 1987 р.     | -                                                          | 17.12.1969 р. № 724   |
| 23.  | 1180          | Братська могила радянських воїнів Південного фронту.                                                                                            | Ямпільська сел./р, с. Закітне, південно-східна околиця.                       | 1960 р.                  | -                                                          | 17.12.1969 р. № 724   |
| 24.  | 1181          | Братська могила радянських воїнів Південного і Південно-Західного фронтів.                                                                      | Ярівська сел./р смт Ярова, вул. Кооперативна.                                 | 1965 р.                  | -                                                          | 17.12.1969 р. № 724   |
| 25.  | 1852          | Братська могила радянських воїнів Південного фронту.                                                                                            | Ярівська сел./р смт Ярова, ст. «Святогірськ», привокзальна площа.             | 1972 р. рек. 1989 р.     | -                                                          | 17.12.1969 р. № 724   |
| 26.  | 1851          | Братська могила радянських воїнів Південного і Південно-Західного фронтів.                                                                      | Ярівська сел./р смт Ярова, подвір'я Святогірського лісництва.                 | 1972 р.                  | -                                                          | 17.12.1969 р. № 724   |
| 27.  | 1183          | Могила Хомонтовського М. І., радянського воїна, офіцера.                                                                                        | Ярівська сел./р с. Олександрівка, цвинтар.                                    | 1959 р.                  | -                                                          | 5.09.1973 р. № 475    |
| 28.  | 1182          | Братська могила радянських воїнів Південного і Південно-Західного фронтів.                                                                      | Ярівська сел./р с. Олександрівка, вул. Шевченка, 50.                          | 1957 р.                  | -                                                          | 17.12.1969 р. № 724   |
| 29.  | 1164          | Братська могила радянських воїнів Південного та Південно-Західного фронтів і пам'ятник воїнам-односельчанам.                                    | Криволуцька с/р, с. Крива Лука, біля сільради.                                | 1949 р. рек. 1998 р.     | -                                                          | 17.12.1969 р. № 724   |
| 30.  | 2958          | Братська могила радянських воїнів. | Криволуцька с/р, с. Крива Лука, східна частина.                               | 1949 р. рек. 1985 р.     | -                                                          | 12.06.1991 р. № 210   |
| 31.  | 1162          | Братська могила радянських воїнів Південного і Південно-Західного фронтів.                                                                      | Криволуцька с/р, с. Діброва, центр села.                                      | 1970 р.                  | -                                                          | 17.12.1969 р. № 724   |
| 32.  | 1793          | Братська могила радянських воїнів Південного і Південно-Західного фронтів.                                                                      | Криволуцька с/р, с. Озерна, центр села.                                       | 1961 р.                  | -                                                          | 17.12.1969 р. № 724   |
| 33.  | 1163          | Братська могила радянських воїнів Південного і Південно-Західного фронтів.                                                                      | Криволуцька с/р, с. Каленики, центр села.                                     | 1961 р.                  | -                                                          | 17.12.1969 р. № 724   |
| 34.  | 1170          | Братська могила радянських воїнів Південного і Південно-Західного фронтів.                                                                      | Рідкодубівська с/р, с. Карпівка, сквер.                                       | 1958 р.                  | -                                                          | 17.12.1969 р. № 724   |
| 35.  | 1171          | Братська могила радянських воїнів Південного і Південно-Західного фронтів.                                                                      | Рідкодубівська с/р, с. Липове, біля колишнього хутора Старолипове.            | 1960 р.                  | -                                                          | 17.12.1969 р. № 724   |
| 36.  | 1172          | Братська могила радянських воїнів Південного і Південно-Західного фронтів.                                                                      | Рідкодубівська с/р, с-ще Нове, центр села.                                    | 1959 р.                  | -                                                          | 17.12.1969 р. № 724   |
| 37.  | 1168          | Братська могила радянських воїнів Південного та Південно-Західного фронтів і пам'ятник воїнам-односельчанам.                                    | Рубцівська с/р, с. Рубці, вул. Шкільна, сквер.                                | 1954 р. рек. 1985 р.     | -                                                          | 17.12.1969 р. № 724   |
| 38.  | 1167          | Братська могила радянських воїнів Південного фронту.                                                                                            | Рубцівська с/р, с. Коровій Яр, центр села.                                    | 1959 р.                  | -                                                          | 17.12.1969 р. № 724   |
| 39.  | 1169          | Братська могила червоногвардійців, радянських воїнів і пам'ятник воїнам-односельчанам.                                                          | Рубцівська с/р, с. Лозове, парк.                                              | 1952 р. рек. 1978 р.     | -                                                          | 17.12.1969 р. № 724   |
| 40.  | 1174          | Братська могила радянських воїнів Південного та Південно-Західного фронтів і пам'ятник воїнам-односельчанам.                                    | Тернівська с/р, с. Терни, вул. Леніна, центр села.                            | 1957 р. рек. 1985 р.     | -                                                          | 17.12.1969 р. № 724   |
| 41.  | 1175          | Братська могила радянських воїнів Південного та Південно-Західного фронтів і пам'ятник воїнам-односельчанам.                                    | Тернівська с/р, с. Колодязі, центр села.                                      | 1957 р. рек. 1983 р.     | -                                                          | 17.12.1969 р. № 724   |
| 42.  | 1173          | Братська могила радянських воїнів Південно-Західного фронту.                                                                                    | Тернівська с/р, с. Ямполівка, південно-східна частина села.                   | 1957 р. рек. 1987 р.     | -                                                          | 17.12.1969 р. № 724   |
| 43.  | 1145          | Братська могила партизанів громадянської війни.                                                                                                 | Шандриголівська с/р, с. Шандриголове, вул. Павлівка.                          | 11943 р. рек. 1986 р.    | -                                                          | 17.12.1969 р. № 724   |
| 44.  | 1177          | Братська могила радянських воїнів Південного і Південно-Західного фронтів.                                                                      | Шандриголівська с/р, с. Шандриголове, центр села.                             | 1957 р. рек. 1986 р.     | -                                                          | 17.12.1969 р. № 724   |
| 45.  | 2959          | Могила Мельникова В.І, воїна-афганця. | Шандриголівська с/р, с. Шандриголове, цвинтар.                                | 1984 р.                  | -                                                          | 14.07.1993 р. № 419   |
| 46.  | 1176          | Братська могила радянських воїнів Південно-Західного фронту і пам'ятник воїнам-односельчанам.                                                   | Шандриголівська с/р, с. Зелена Долина, біля школи.                            | 1958 р. рек. 1986 р.     | -                                                          | 17.12.1969 р. № 724   |
| 47.  | 1184          | Братська могила радянських воїнів Південного і Південно-Західного фронтів.                                                                      | Яцьківська с/р, с. Яцьківка, біля клубу.                                      | 1962 р. рек. 1995 р.     | -                                                          | 17.12.1969 р. № 724   |
| 48.  | 2957          | Братська могила радянських льотчиків. | Яцьківська с/р, с. Кримки, цвинтар.                                           | 1985 р.                  | -                                                          | 12.06.1991 р. № 210   |
| 49.  | 2188          | Братська могила радянських воїнів. | турбаза «Тиша».                                                               | 1943 р. рек. 1985 р.     | -                                                          | 22.07.1987 р. № 338р  |
| 50.  | 1189          | Пам'ятник В.І.Леніну | Лиманська м/р, м. Лиман, вул. Незалежності, 18.                               | 1952 р.                  | -                                                          | 5.09.1973 р. № 475    |
| 51.  | 1185          | Пам'ятник воїнам-односельчанам. | Лиманська м./гр смт Зарічне, площа Гагаріна.                                  | 1967 р.                  | -                                                          | 17.12.1969 р. № 724   |
| 52.  | 1188          | Пам'ятник воїнам-односельчанам. | Ямпільська сел./р смт Ямпіль, провулок Леваневського, центр селища.           | 1967 р.                  | -                                                          | 17.12.1969 р. № 724   |
| 53.  | 1186          | Пам'ятник воїнам-односельчанам. | Тернівська с/р, с. Терни, вул. Першотравнева, біля Будинку культури.          | 1967 р.                  | -                                                          | 17.12.1969 р. № 724   |
| 54.  | 1187          | Пам'ятник воїнам-односельчанам. | Лиманський р-н Шандриголівська с/ с. Шандриголове, вул. Павлівка, центр села. | 1967 р. рек. 1986 р.     | -                                                          | 17.12.1969 р. № 724   |
|      |               | |                                                                               |                          |                                                            |                       |